# Chris Gbandi
Chris Gbandi (nacido el 7 de abril de 1979 en Bong Mines, Liberia) es un exfutbolista profesional liberiano.

## Selección nacional
Ha sido internacional con la selección nacional de fútbol de Liberia, ha jugado 1 partido internacional.

## Trayectoria
| Período   | Club                      |
| --------- | ------------------------- |
| 1998-2001 | University of Connecticut |

| Período | Club      | Partidos (goles) |
| ------- | --------- | ---------------- |
| 2002-   | FC Dallas | 79 (2)           |

| Período | Selección |
| ------- | --------- |
| 2004-   | Liberia   |

- Datos: Q202832
- Multimedia: Chris Gbandi / Q202832